# Axel Laurance
Axel Laurance   (Calan, 13 d'abril de 2001) és un ciclista francès professional des del 2022, quan fitxà pel B&B Hotels-KTM. El 2023 fitxà per l'Alpecin-Deceuninck Development Team i el 2024 passà al primer equip, l'Alpecin-Deceuninck.
És fill de Franck Laurance, ciclista professional el 1995 i 1996, i de Manuella Le Cavil, tres vegades campiona de ciclisme de Bretanya. La seva germana Typhaine també és ciclista.
En el seu primer any de professional fou segon a la Bretagne Classic del 2022, rere Wout van Aert. Un mes després guanyà a l'esprint la quarta etapa de la Volta a Croàcia. El 2023 guanyà el Campionat del món en ruta sub-23 i el 2024 guanyà una etapa de la Volta a Catalunya.

## Palmarès
- 2018
  - 1r al Tour de Morbihan Júnior
- 2019
  - Campió de Bretanya en ruta júnior
  - 1r al Tour de Morbihan Júnior
  - Vencedor d'una etapa de la Ronde des vallées
  - Vencedor d'una etapa al Gran Premi Rüebliland
- 2021
  - Vencedor d'una etapa de la Cursa de la Pau - Gran Premi Jeseníky
  - Vencedor d'una etapa de La SportBreizh
- 2022
  - Vencedor d'una etapa a la Volta a Croàcia
- 2023
  - Campió del món en ruta sub-23
  - Vencedor d'una etapa al Circuit de les Ardenes
  - Vencedor d'una etapa al Tour d'Alsàcia
- 2024
  - 1r a la Volta a Noruega i vencedor d'una etapa
  - Vencedor d'una etapa a l'Étoile de Bessèges-Tour du Gard
  - Vencedor d'una etapa a la Volta a Catalunya